# Aegoceropsis fervida
Aegoceropsis fervida là một loài bướm đêm thuộc chi Aegoceropsis trong họ Noctuidae. Chúng thường được tìm thấy ở Mozambique, Zaire và miền nam Châu Phi.